# Омелюх звичайний
Омелю́х звича́йний (Bombycilla garrulus) — вид горобцеподібних птахів родини омелюхових (Bombycillidae). В Україні зимує на всій території, проте трапляється нещороку.

## Морфологічні ознаки
Це стрункий птах, 18–21 см завдовжки та масою 40–64 г. Дорослий птах зверху сірувато-бурий; на голові великий «чуб»; на горлі чорна пляма; низ світло-бурий; підхвістя руде; махові пера чорні; біля основи першорядних махових пер біла смуга, верхівка облямована білим і жовтим; на білих верхівках другорядних махових пер червоні рогові пластинки; на сірому хвості широка чорна смуга, на верхівці жовта; дзьоб і ноги темно-бурі. У дорослого птаха пляма на горлі менша; білувата облямівка лише зовні на першорядних махових перах. Молодий птах тьмяніший; «чуб» бурий, короткий; чорної плями на горлі нема.

## Поширення
Поширений в лісових районах північної частини Європи, Азії і західної Північної Америки. Омелюх звичайний поширений на всіх континентах південніше за субарктичну зону.
В Україні омелюх — зимуючий на всій території птах. Чисельність значно коливається у різні роки в результаті інвазій.

## Живлення
Зазвичай птахи тримаються великими зграями. Влітку споживають комах, яких нерідко ловлять на льоту, личинками, різні ягоди та молоді пагони рослин. В інший час вживають переважно рослинну їжу, ягоди і плоди, наприклад, брусницю, калину, омелу то що. У зимовий час часто трапляються в містах.

## Розмноження

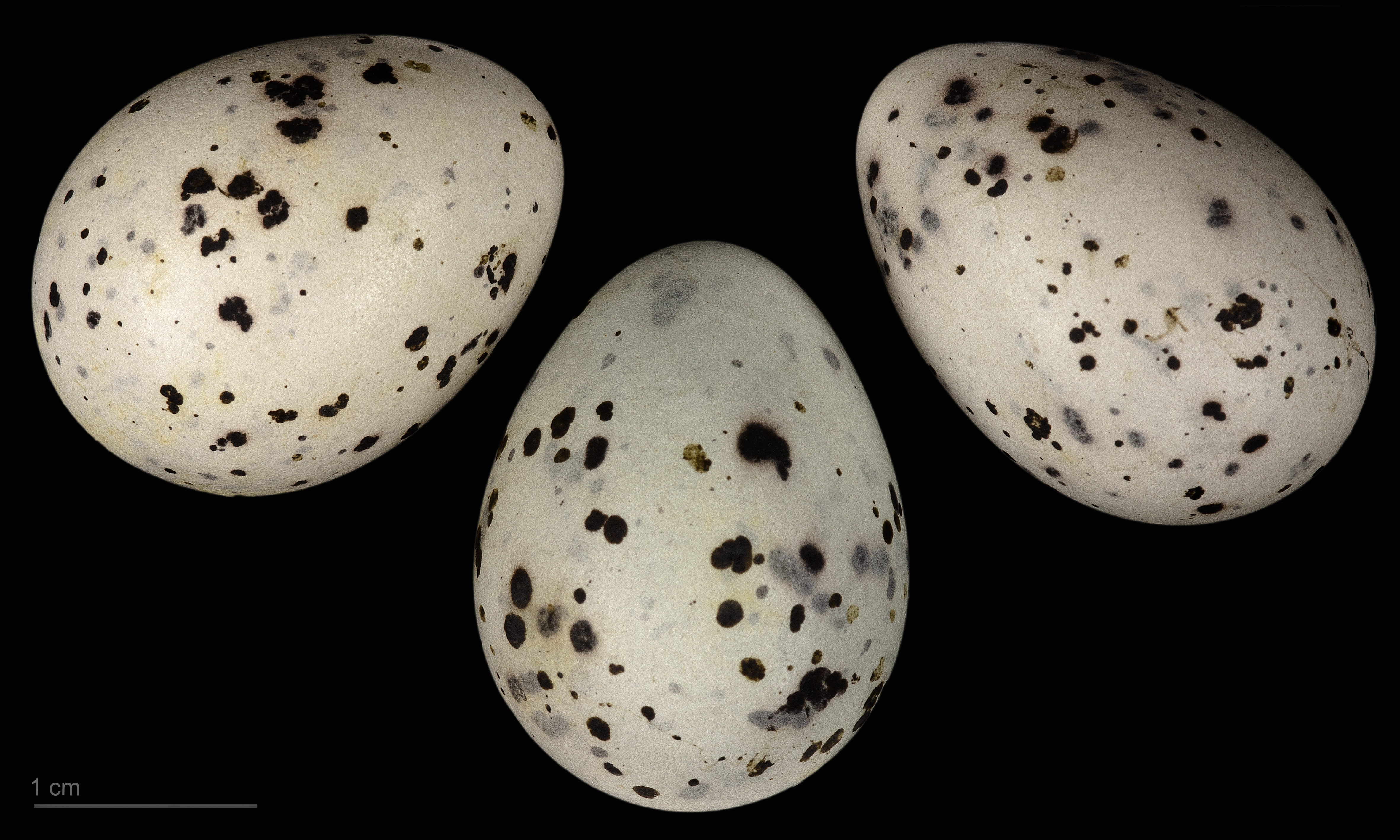
Яйце Bombycilla garrulus в оологічній колекції, Тулузький музей

Гніздиться в рідколісся, на деревах. Статева зрілість настає у віці одного року. Виведенням пташенят омелюхи зайняті з квітня по листопад. Пари утворюються щороку нові. Доглядаючи за самкою, самець безперервно підносить їй ягоди в якості весільного подарунка.
Гніздо пара споруджує зазвичай на деревах, що ростуть посеред боліт. Поміщається воно в розвилці гілок на висоті 3–15 м над землею, у верхній кроні дерев, частіше на узліссі, поблизу водойм та інших гніздових пар. Гніздо будується з маленьких гілочок, моху, лишайників і травинок. Дно ретельно вистелено шерстю і пір'ям.
Самка відкладає в кінці травня 4–5 блакитно-сірих яєць з чорно-бурими цяточками розміром 24×18 мм і вагою близько 3,8 г. Кладку насиджує завжди тільки самка протягом 14 днів. У цей час же самець піклується про корм, що складається з комах і ягід. Молоді птахи стають самостійними приблизно через 15–17 днів. Щороку омелюх шукає собі нового партнера. Залицяння за самкою включає в себе її годування ягодами. За два тижня життя пташенята повністю покриваються пір'ям, але батьки продовжують піклуватися про них до тих пір, поки вони не навчаться самостійно здобувати собі їжу. Восени пташенята повністю переходять на вільні хліби, починаючи годуватися плодами і ягодами.
Тривалість життя птахів може становити 13 років.

## Інші назви
Хохлик — через характерний чубчик[джерело?].
Амялушка (Білорусь) — через пристрасть омелюхів до ягід омели.
Воскокрил (Англія) — на кінцях другорядних і рульового пір'я у омелюхи знаходяться яскраво-червоні блискучі рогові пластинки, що нагадують палаючий віск.
Богемський воскокрил (Америка) — епітет «богемний» натякає на схильність цих птахів здійснювати міграції. Для американців пару століть тому Богемія представлялася далеким краєм Європи, в яку відлітали омелюхи.

## Цікаві факти
У омелюха дуже чіпкі кігтики, що допомагає птахові утримуватися на гілках і скльовувати ягоди, які найважче дістати. Але ця ж особливість заважає омелюху пересуватися по землі, що він і робить вкрай рідко і неохоче.
У період залицянь самець пропонує самці ягоду або інше частування. Якщо самка його приймає, то птиці створюють пару.
Омелюхи — справжні ненажери, варто їм побачити кущ або деревце з красивими ягодами, вони не зупиняться, поки не з'їдять їх всіх. Тому частина плодів виводиться з їх організму неперетравленими, що сприяє поширенню рослин.
Коли омелюхи з'їдають багато ягід взимку, в їх шлунку починаються процеси бродіння, в результаті чого птах стає дезорієнтованим ніби «п'яним». В такому стані омелюхи часто гинуть, наражаючись на предмети і збиваючись на манівці. Є багато інформації з цього факту в інтернеті — омелюхи гинули зграями і падали з неба дощем[джерело?]. Ще століття тому, коли про цю особливість люди не знали, вважалося поганим знаком, якщо омелюх б'ється у вікно.

## Охорона
Перебуває під охороною Бернської конвенції.

## Зображення

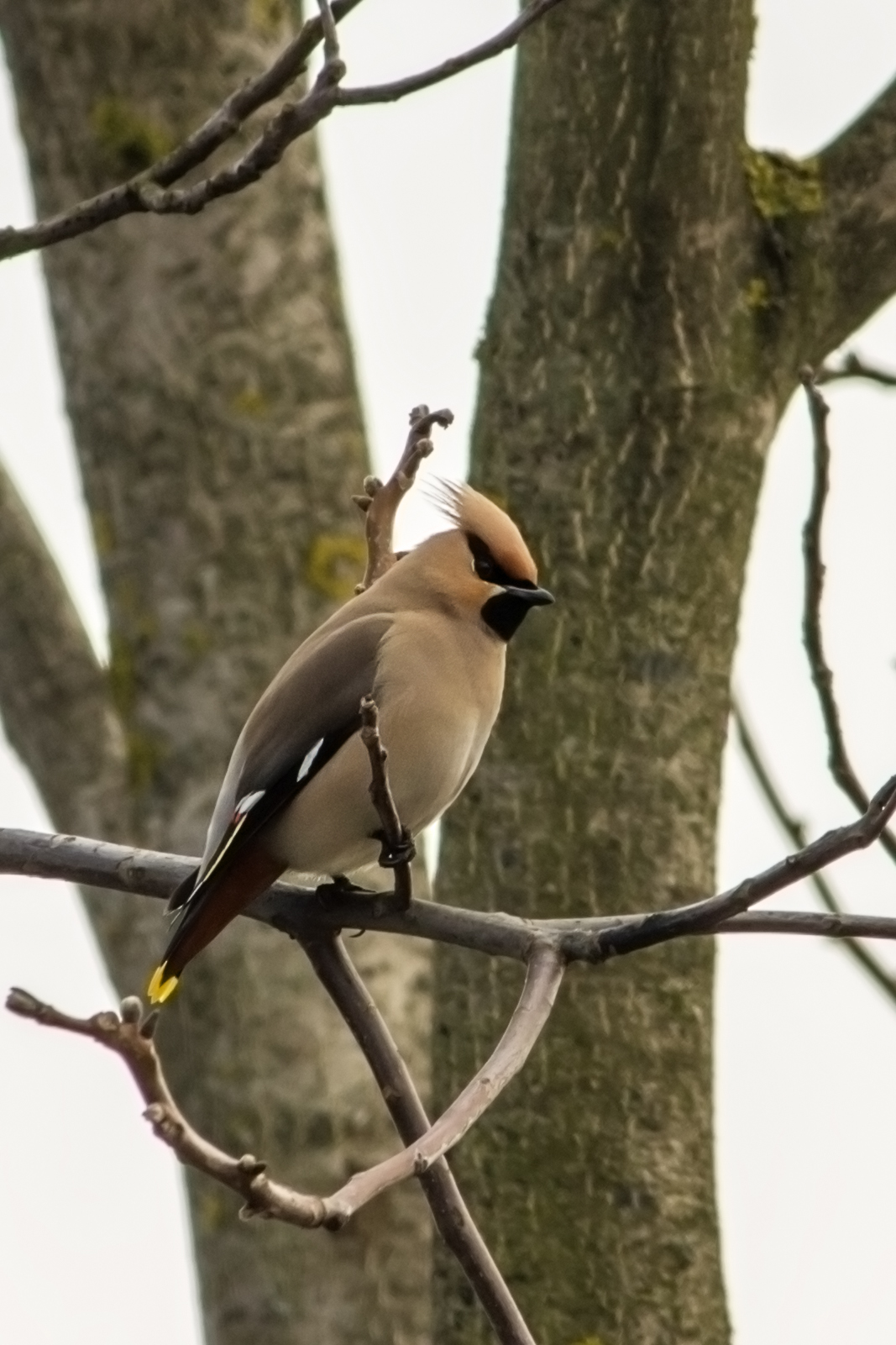
Омелюх звичайний (Bombycilla garrulus)
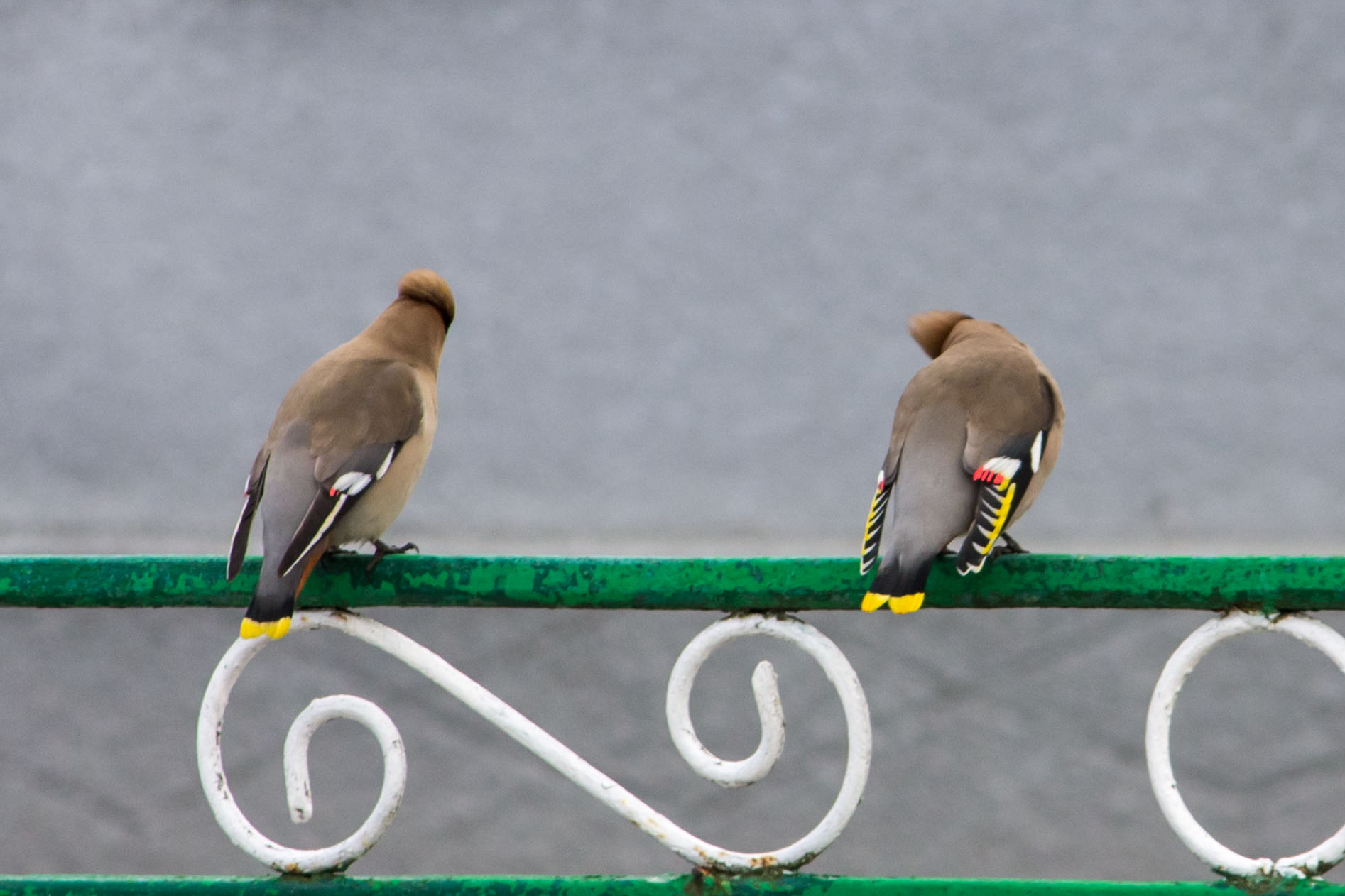
Омелюх звичайний (Bombycilla garrulus)
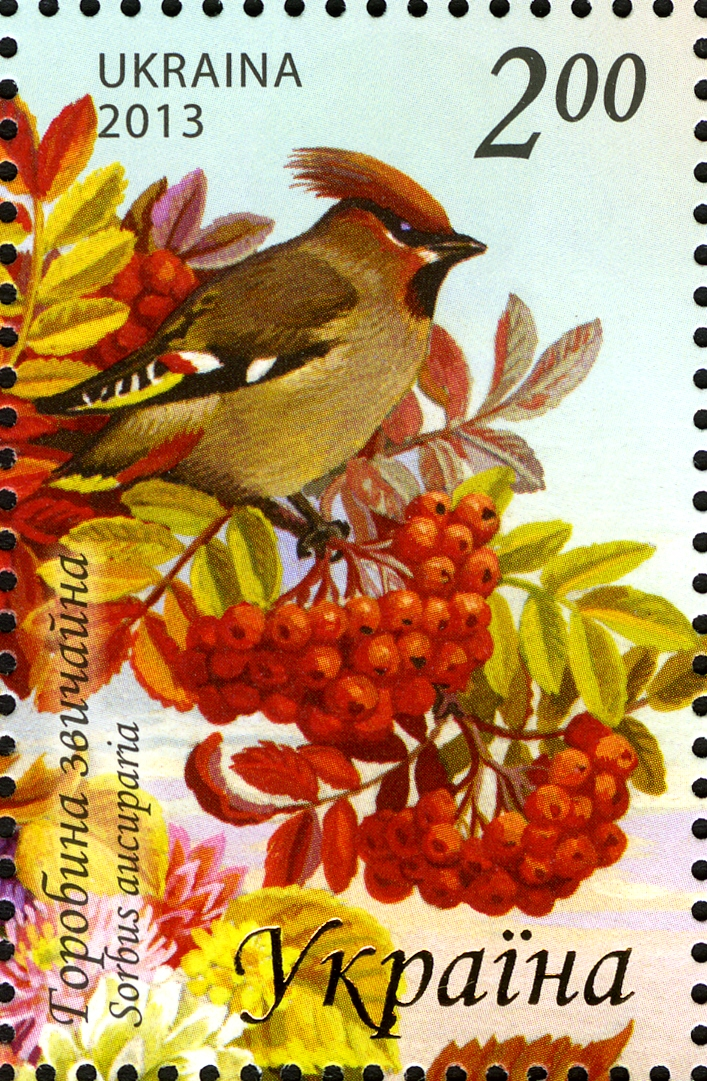